# Barbara Bily
Barbara Bily (* 1982 in Leipzig) ist eine deutsche Schauspieldramaturgin.

## Leben
Bily absolvierte von 2003 bis 2007 ein Dramaturgiestudium an der Hochschule für Musik und Theater „Felix Mendelssohn Bartholdy“ Leipzig. Während ihres Studiums arbeitete sie von 2008 bis 2010 als Regieassistentin am Schauspielhaus Bochum.
2010 wurde sie als Assistentin der Schauspieldirektion und Dramaturgin ans Theater Augsburg engagiert. Sie war Dramaturgin unter anderem für Elfriede Jelineks Ulrike Maria Stuart (Regie: Sylvia Sobottka), Ulrich Plenzdorfs Die neuen Leiden des jungen W. (Regie: Ramin Anaraki) und William Shakespeares Hamlet, Prinz von Dänemark (Regie: Markus Trabusch).
Von 2013 bis 2016 hatte Bily außerdem einen Lehrauftrag für Inszenierungsanalyse an der Universität Augsburg. Zudem absolvierte sie 2015 die Weiterbildung in Theater- und Musikmanagement an der Ludwig-Maximilians-Universität München, die sie im Januar 2016 mit dem Weiterbildungsdiplom und einer Arbeit zum Thema „Gründung einer Kinder- und Jugendtheatersparte am Theater Augsburg“ abschloss.
Seit der Spielzeit 2016/2017 arbeitete Bily als Leitende Schauspieldramaturgin am Theater Münster. Ebenfalls seit 2017 übernahm sie theaterwissenschaftliche Lehraufträge an der Westfälischen Wilhelms-Universität Münster.
Seit der Spielzeit 2021/22 ist sie Schauspieldirektorin am Mainfranken Theater Würzburg. Die Funktion übernahm sie vom Intendanten Markus Trabusch, mit dem sie bereits in Augsburg zusammengearbeitet hatte.

## Inszenierungen (Auswahl)
- 2014: Wolfgang Herrndorf, Tschick, Theater Augsburg
- 2014: Tennessee Williams, Die Katze auf dem heißen Blechdach, Regie: Matthias Fontheim, Theater Augsburg
- 2014: Der Brandner Kaspar und das ewig’ Leben, Regie: Markus Trabusch, Theater Augsburg
- 2015: Blues Brothers, Regie: Manfred Weiss, Theater Augsburg
- 2015: Marijana Verhoef, Playboy (UA), Regie: Katrin Plötner, Theater Augsburg
- 2016: Friedrich Hebbel, Die Nibelungen, Regie: Frank Behnke, Theater Münster
- 2016: William Shakespeare, Wie es euch gefällt, Regie: Christian von Treskow, Theater Münster
- 2017: Joel Pommerat, La Revolution #1 – Wir schaffen das schon, Regie: Stefan Otteni, Theater Münster
- 2017: William Shakespeare, Die Fremden/Der Kaufmann von Venedig, Regie: Stefan Otteni, Theater Münster
- 2017: Max Frisch, Andorra, Regie: Laura Linnenbaum, Theater Münster
- 2022: Yasmina Reza, Kunst, Regie: Markus Trabusch, Mainfranken Theater Würzburg
- 2023: Ernst Jandl, Calypso, Regie: Markus Trabusch, Mainfranken Theater Würzburg